# 東公園 (津島市)
東公園（ひがしこうえん）は、愛知県津島市にある公園。公園分類は運動公園。管理運営は指定管理者の名鉄環境造園株式会社。

## 概要
1974年（昭和49年）2月20日に供用開始。市内を流れる日光川沿いにあり、面積は12.5ha。園内には複合遊具や芝生広場のほか、1991年（平成3年）に津島地域文化広場がオープンしており、運動施設や科学館などが整備されている。
また、公園一体は津島市主催のスポーツイベント「スポーツフェスティバル IN TSUSHIMA」の会場となっている。

## 施設

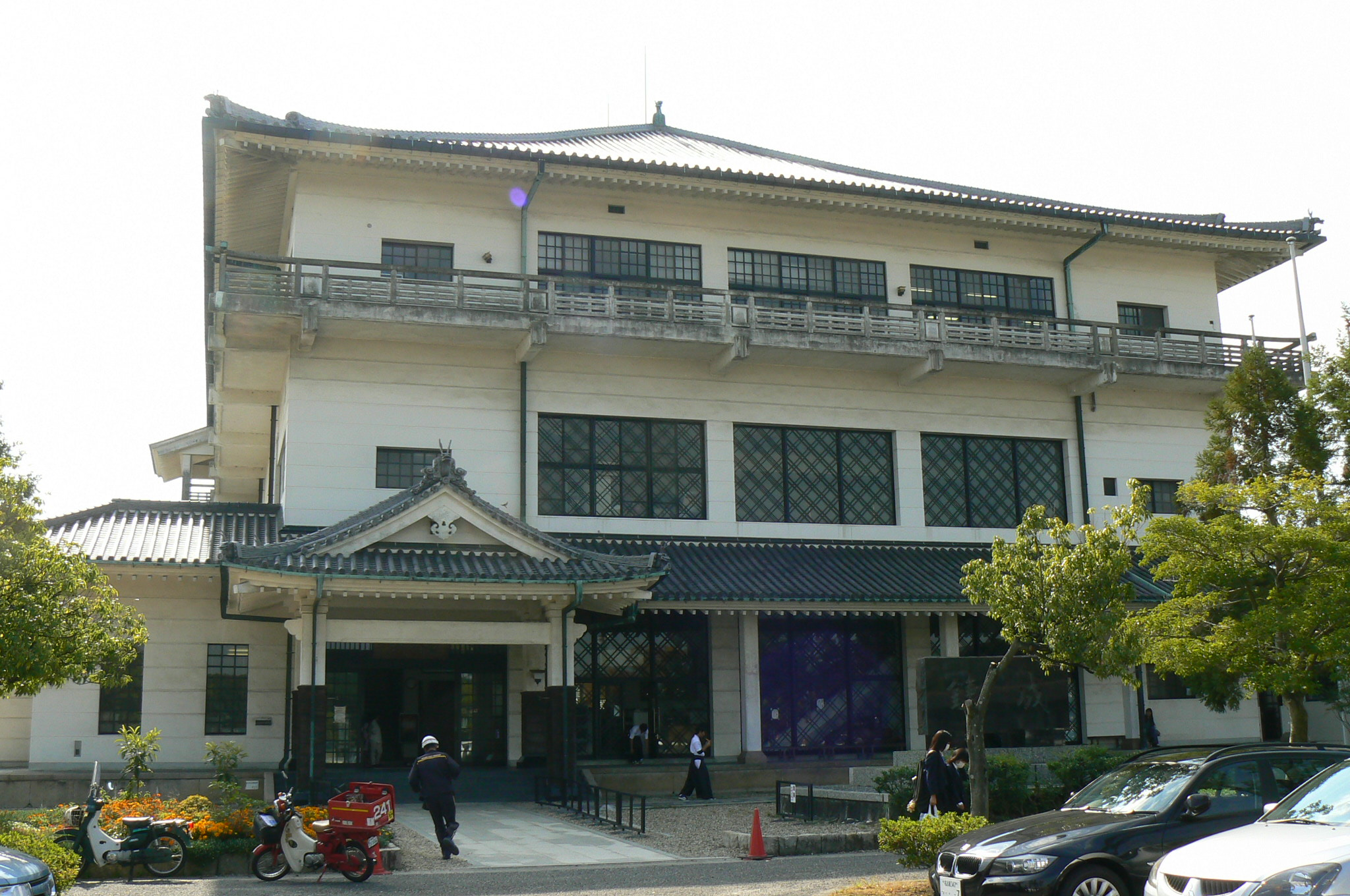
錬成館

- 複合遊具[7]
- 多目的広場[7]
- 芝生広場[7]
- ジョギングコース[7]
- 錬成館
剣道場、柔道場、修養場などを備えた武道館。建物は鉄骨・鉄筋コンクリート3階建、延床面積は3,936.898m2[7]。このほか弓道場、卓球室棟、相撲場なども備える[7]。
- 津島児童科学館
1991年（平成3年）6月13日、開館[6][8]。建物は鉄筋コンクリート造2階建、延床面積は1,891.367m2で[7]、1990年（平成2年）に竣工した[9]。1階に「宇宙をめざす人間生活」をテーマとした常設展示室、2階にプラネタリム、展示ロビーのほか視聴覚室、会議室を備える[10]。プラネタリウムはドーム直径12m、観客席100席で[10]、コニカミノルタ製 MS-10(N)ATを使用[11]。
- 津島総合プール
  - 屋内温水プール（25m×6コース） [7]
  - 屋外プール（50m×8コース） ※7・8月のみ営業（小学生は原則利用不可なお高学年の場合学校の水泳の授業で100M泳げれば証明書がもらえるためそれを提示すれば利用可能）[3][7]
- 市営野球場・庭球場
  - 野球場 両翼92m、バックスクリーン120m[3]。
  - 庭球場 クレーコート×8面[3]。

など

## 交通アクセス
- 名鉄津島線・尾西線「津島駅」より徒歩約36分[3]
- 名鉄バス「日光」バス停より徒歩約16分[3]
- 名鉄バス「新唐臼」バス停より徒歩約10分[3]